# Amos Bad Heart Bull

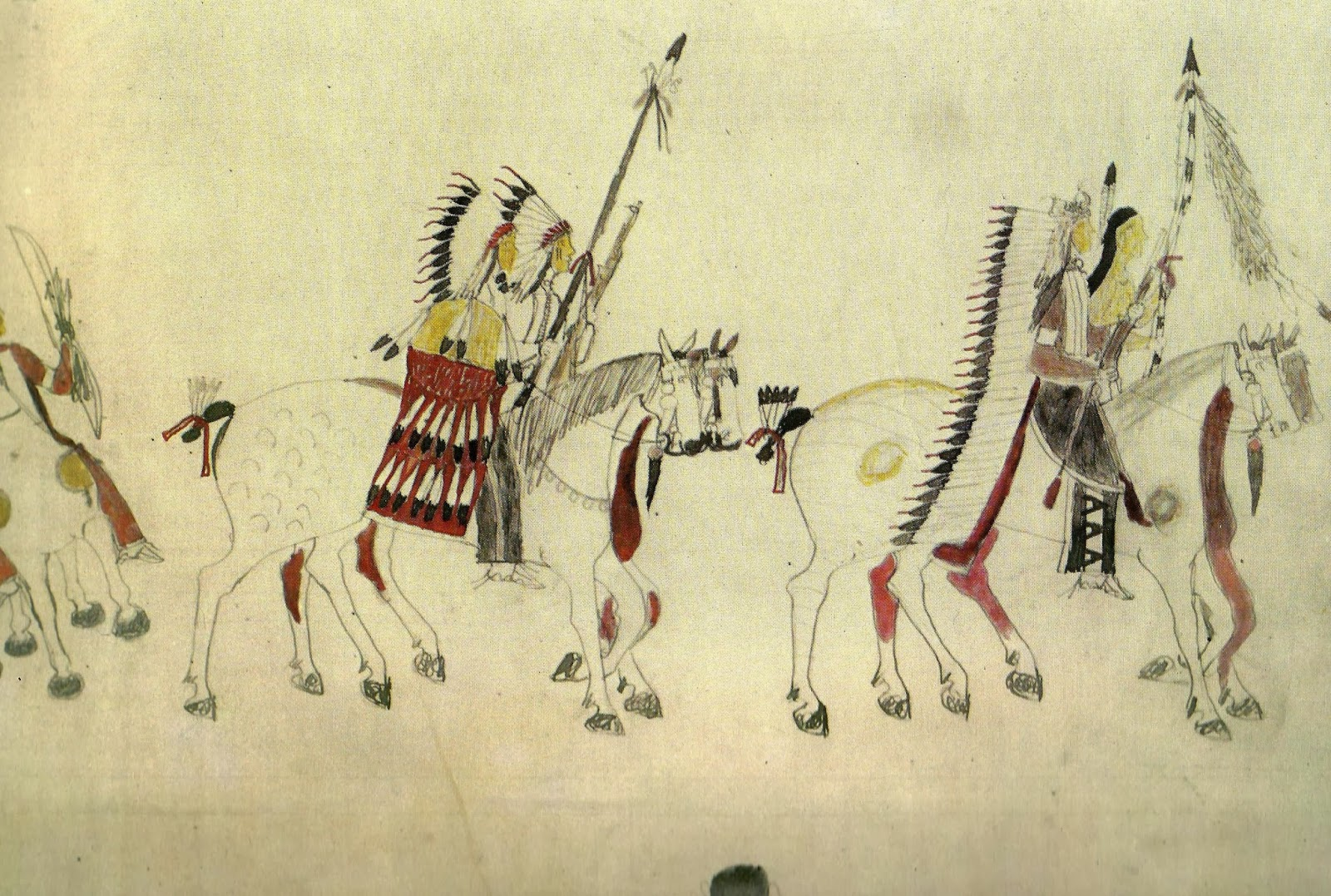
Krieger zu Pferde: Kolorierte Zeichnung von Amos Bad Heart Bull

Amos Bad Heart Bull (Bisonstier mit dem schlechten Herzen), auch Amos Bad Heart Buffalo, zeitweise Eagle Bonnet (Adlerhaube) und Eagle Lance (Adlerlanze), indianischer Name Tatanka Chante Shicha, (* 1869 in den Plains des späteren Nebraska; † 3. August 1913 in der Pine Ridge Reservation in South Dakota) war ein Maler und Historiker der Oglala-Lakota-Sioux. Von ihm sind 407 Bilder, gezeichnet und gemalt auf Papier in der sogenannten Ledger Art, als Reproduktionen überliefert, auf denen er Geschehnisse im Leben seines Volkes während des 19. Jahrhunderts und der ersten Reservationszeit dargestellt hat. Um seinen Lebensunterhalt zu sichern, ist Amos Bad Heart Bull unter anderem Kundschafter in der US-Armee und Viehzüchter gewesen.

## Familie

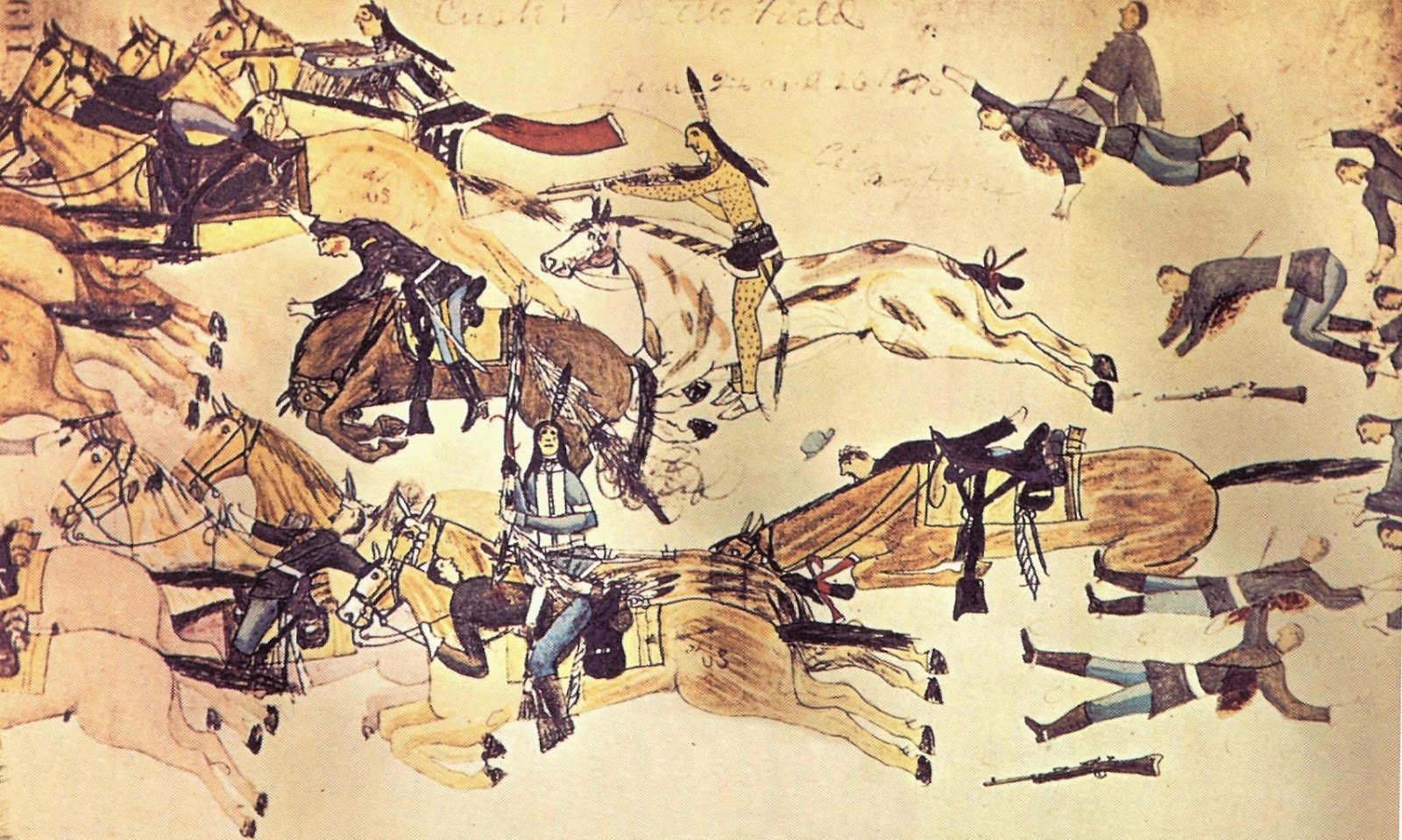
Crazy Horse in der Schlacht am Little Bighorn: Einer Vision folgend verteilte der Häuptling vor jedem Kampf Staub auf seinem Körper, womit er unverwundbar sein sollte; dies hat Amos Bad Heart Bull mit der Punktierung wohl andeuten wollen

Die Familie von Amos Bad Heart Bull gehörte zu der von He Dog (Shunka Bloka) geführten Soreback Band, einer Abteilung des Lagerkreises der Oglala, von denen es insgesamt sieben gab. Sein Vater Bad Heart Bull sen., Bruder von He Dog und Neffe von Red Cloud (Maxpiya Luta), war ein Historiker der Oglala, der die verschiedensten Ereignisse im Stammesleben jährlich zeichnerisch auf einer Büffelhaut festhielt. Diese piktographischen Darstellungen wurden Winterzählung (winter count) genannt und waren für die indianische Welterfahrung von allergrößter Bedeutung. Die Mutter von Amos Bad Heart Bull hieß Red Blanket (Tasina Luta Win) und auch Edith Bad Heart Bull.
Als nach der Schlacht am Little Bighorn die große Verfolgung der US-Truppen einsetzte, um die noch freien Lakota zu zwingen, in der Great Sioux Reservation zu leben, ergab sich die Soreback Band im Gefolge von Crazy Horse (Tashunka Witko) am 6. Mai 1877 in Fort Robinson und wurde bei der Red Cloud Agentur angesiedelt. Am Ende des Jahres floh sie zu Sitting Bull (Tatanka Iyotanka) in Kanada. Nachdem sich die Lebensbedingungen dort immer mehr verschlechtert hatten, kehrte die Soreback Band 1880 in die Vereinigten Staaten zurück, ergab sich in Fort Keogh in Montana und siedelte bei der Standing Rock Agentur. Als 1889 die Great Sioux Reservation in sieben Reservate aufgeteilt wurde, zog sie in die Pine Ridge Reservation in South Dakota. Persönliche Erlebnisse und Taten von Amos aus diesen Zeiten sind nicht bekannt.

## Werdegang
Im Jahre 1890 war Amos Bad Heart Bull Scout in der US-Armee und in Fort Robinson in Nebraska stationiert. Dort erwarb er irgendwann in dem in der Nähe liegenden Prärie-Ort Crawford in einem Bekleidungsgeschäft ein sogenanntes Hauptbuch (ledger book), das sich in den folgenden Jahren mit seinen Bildern füllte. Amos Bad Heart Bull ist nicht der erste Indianer gewesen, der in der Ledger Art arbeitete, aber der erste seines Stammes, der Papier als Medium dafür verwendete. Während seiner Militärzeit lernte er Englisch und auf seinen Blättern ist manche textliche Erklärung in dieser Sprache zu lesen.
Von etwa 1892 an lebte und arbeitete Amos Bad Heart Bull in der Pine Ridge Reservation. Er war dort — zeitweise wohl — bei der Indianerpolizei und hat sich auch als Viehzüchter (Rancher) betätigt. Er heiratete und wurde Vater einer Tochter (Victoria), die nur einige Monate lebte. Seine Frau, deren Name nicht bekannt ist, starb um 1910.

Selbstbildnis von Amos Bad Heart Bull als Cowboy (1900)

In den Jahren in Pine Ridge zeichnete und malte Amos Bad Heart Bull in seinem Hauptbuch, das 300 Blätter umfasste, zu denen er weitere hinzufügte, am Ende über 400 Bilder, die vom sozialen Leben der Sioux und ihren letzten Kämpfen (Schlacht am Rosebud Creek, Schlacht am Little Bighorn) in der Prärie künden.
Durch sein Werk, das zu den verschiedensten Anlässen bestimmt oft präsentiert worden ist, war Amos Bad Heart Bull recht bekannt bei den Oglala und sicherlich auch bei den anderen Lakota-Stämmen. Und so hörte auch der amerikanische Maler und Ethnograph Frederick Weygold (1870–1941) im Sommer 1909 während eines Besuchs in der Pine Ridge Reservation von ihm und vermerkte in einer Notiz Tatanka Chante Shicha, Bad Heart Bull, a good painter. Persönlich begegnet sind sich die beiden Männer wahrscheinlich nicht, denn sonst wäre die Notiz sicherlich etwas länger ausgefallen und in der Fotoserie, die Weygold damals in Pine Ridge von Land und Leuten machte, würde er dann sicherlich auch Amos Bad Heart Bull fotografiert haben, was aber anscheinend nicht geschehen ist.
Nach dem Tod von Amos Bad Heart Bull im August 1913 erbte seine Schwester Fanny Bad Heart Bull, auch Pretty Cloud, sein Buch mit allen Blättern.

## Addendum
Die amerikanische Lehrerin und Ethnologin Helen Heather Blish (1898–1941), die an der University of Nebraska bei Hartley Burr Alexander (1873–1939) studierte, hat das Werk von Amos Bad Heart Bull dann für die Nachwelt bewahrt. In der Zeit von 1927 bis 1940 lieh sie sich das Buch von Fanny Bad Heart Bull viele Male aus und machte Schwarz-Weiß-Fotografien von den Bildern, von denen dann 30 in irgendeiner Form koloriert worden sind. Die Bilder verwendete Helen Heather Blish für ihre Masterarbeit A Native Pictographic Historical Record of the Oglala Dakota, die auch als Buch veröffentlicht wurde, wo Amos Bad Heart Bull als Mitautor genannt wird. — Als Fanny Bad Heart Bull 1947 starb, wurde auf ihren Wunsch hin das Buch ihrem Grab beigegeben. Die Bitte der University of Nebraska im Jahre 1959, das Buch zu bergen, um die Bilder noch einmal abzulichten, wurde von den Angehörigen abgelehnt.